# Stafford County, Virginia
Stafford County är ett administrativt område i delstaten Virginia, USA, med 128 961 invånare. Den administrativa huvudorten (county seat) är Stafford. 

## Geografi
Enligt United States Census Bureau har countyt en total area på 1 725 km². 1 699 km² av den arean är land och 26 km² är vatten. Countyt ingår i Washingtons storstadsområde.

### Angränsande countyn
- Fauquier County - nordväst
- Prince William County - norr
- Charles County, Maryland - öster
- King George County - sydost
- Caroline County - söder
- Spotsylvania County - sydväst
- Culpeper County - väster